# Renaucourt
Renaucourt es una comuna francesa situada en el departamento de Alto Saona, en la región de Borgoña-Franco Condado.

## Demografía
| 122 | 139 | 123 | 105 | 114 | 115 | 109 | 106 |
| Para los censos de 1962 a 1999 la población legal corresponde a la población sin duplicidades (Fuente: INSEE [Consultar]) |     |     |     |     |     |     |     |